# Vandœuvre-lès-Nancy
Vandœuvre-lès-Nancy este un oraș în nord-estul Franței, în departamentul Meurthe-et-Moselle, în regiunea Lorena. Orașul face parte din aglomerația urbană a orașului Nancy.

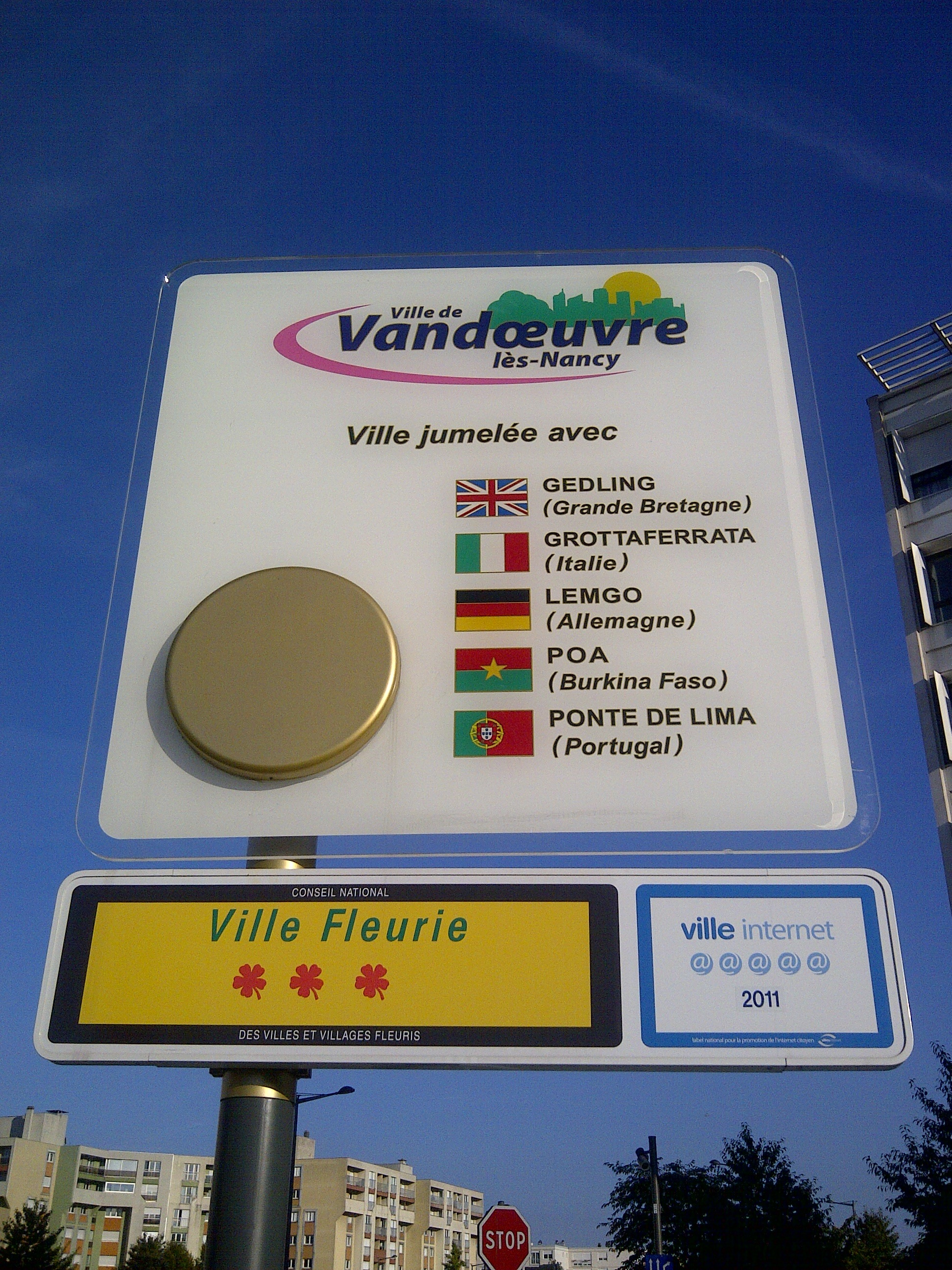
Vandœuvre-lès-Nancy

1. ↑  répertoire géographique des communes, accesat în 26 octombrie 2015
2. ↑  dataset of postal codes in France, 1 octombrie 2018